# Кравців Михайло
Михайло Кравців (1887, с. Станькова, Калуський район, Івано-Франківська область — 28 серпня 1974, Торонто, Канада) — український політичний діяч, сотник УГА, інженер-землемір. Член-засновник УВО та ОУН.

## Життєпис

Пам'ятна дошка Михайлу та Меланії Кравців у Стрию (Львівська обл.)

Закінчив Львівську політехнічну школу у 1910році. Служив в УГА, сотник. 
Працював інженером-землеміром у Стрию. У 1939 році від більшовиків еміґрував до м. Сянока, Польща. 
Був головуючим на II Великому зборі ОУН (б) як старший за віком учасник. Обраний Генеральним контрольним ОУН. 
У 1941 році увійшов до складу Українського державного правління (УДП) у Львові.
15 вересня 1941 року заарештований нацистами, відбував ув'язнення в тюрмах у Львові, Кракові, та концтаборі Аушвіц—Біркенау. Звільнений 19 грудня 1944 р.
По війні очолює філію Лігу українських політв'язнів (ЛУПВ) в Інсбруці. З 1949 року в Канаді, 1954 — Торонто, у видавництві «Гомін України», в Головній управі Ліги Визволення України (ЛВУ).
М. Кравців був засновником та керівником музею-архіву визвольної боротьби України ім. С. Бандери.
Дружина — Меланія Кравців, письменниця, співачка. Також була членом УВО та ОУН.
Помер 28 серпня 1974 року в Торонто.